# بوريسلاف إيلييف
بوريسلاف إيلييف هو لاعب كرة قدم بلغاري في مركز الدفاع، ولد في 18 فبراير 1988. لعب مع FC Dunav Ruse ‏.